# Вулиця Петра Лещенка
Вулиця Петра Лещенка (до 2016 — Комінтерну) — одна із вулиць Одеси, розташована в Хаджибейському районі. Названа на честь естрадного співака й танцюриста Петра Лещенка. Бере початок від вулиці Ангарської та закінчується вулицею Крайньою. Прилучається вулицями Північна, Несумна, Горизонтальна, Учнівська, Казанська, Курганська, Дунайська, Ангарська, Крайня та провулками Хотинський, Лазурний та Бодаревського.

## Назва
До 2016 року вулиця Петра Лещенка мала назву вулиця Комінтерну, на честь Комуністичного інтернаціоналу, міжнародної організації комуністичних партій. Сучасну назву вулиця отримала за рішенням історико-топонімічної комісії Одеської міської ради 26 квітня 2016 року на честь естрадного співака й виконавця народних і характерних танців Петра Костянтиновича Лещенка.

## Релігійні заклади
- Спасо-Преображенський храм Одеської єпархії Української православної церкви Московського патріархату[4] — Петра Лещенка, 37

## Навчальні заклади
- Одеська загальноосвітня школа №130. До 1956 року частина учнів школи займалися в декількох будинках з пічним опаленням по вулиці Комінтерну[5]
- Дитяча музична школа №3[6] — Петра Лещенка, 28